# Deoretha
Deoretha es una ciudad censal situada en el distrito de Agra en el estado de Uttar Pradesh (India). Su población es de 12335 habitantes (2011). 

## Demografía
Según el censo de 2011 la población de Deoretha era de 12335 habitantes, de los cuales 6608 eran hombres y 5727 eran mujeres. Deoretha tiene una tasa media de alfabetización del 72,20%, superior a la media estatal del 67,68%: la alfabetización masculina es del 79,51%, y la alfabetización femenina del 63,80%.